# Малуба-Лубе
Малуба-Лубе (англ. Maluba-Lube) — одна з місцевих громад, що розташована в районі Береа, Лесото. Населення місцевої громади у 2006 році становило 21 948 осіб.